# Mistrzostwa Azji kadetek w piłce siatkowej
Mistrzostwa Azji kadetek w piłce siatkowej – międzynarodowy turniej siatkarski, w którym biorą udział narodowe reprezentacje kadetek do 18 lat federacji należących do AVC. Pierwsze mistrzostwa odbyły się w 1997 roku w Tajlandii. Mistrzostwa odbywają się co dwa lata (z wyjątkiem lat 2007 - 2008).
Najbardziej utytułowanym zespołem jest Japonia, która wygrywała pięciokrotnie.

## Medalistki
| Edycja | Rok  | Gospodarz         | Złoto   | Srebro           | Brąz             |
| ------ | ---- | ----------------- | ------- | ---------------- | ---------------- |
| I      | 1997 | Yala              | Japonia | Korea Południowa | Chiny            |
| II     | 1999 | Singapur          | Chiny   | Japonia          | Chińskie Tajpej  |
| III    | 2001 | Trang             | Chiny   | Japonia          | Korea Południowa |
| IV     | 2003 | Sisaket           | Chiny   | Korea Północna   | Tajlandia        |
| V      | 2005 | Mandaue           | Chiny   | Korea Południowa | Chińskie Tajpej  |
| VI     | 2007 | Kamphaeng Phet    | Japonia | Korea Południowa | Chiny            |
| VII    | 2008 | Manila            | Japonia | Chiny            | Tajlandia        |
| VIII   | 2010 | Kuala Lumpur      | Japonia | Chiny            | Tajlandia        |
| IX     | 2012 | Chengdu           | Japonia | Chiny            | Chińskie Tajpej  |
| X      | 2014 | Nakhon Ratchasima | Japonia | Tajlandia        | Chiny            |
| XI     | 2017 | Chongqing         | Japonia | Chiny            | Korea Południowa |
| XII    | 2018 | Nakhon Pathom     | Japonia | Chiny            | Tajlandia        |

## Klasyfikacja medalowa
| Lp. | Państwo          | złoto | srebro | brąz | Razem |
| --- | ---------------- | ----- | ------ | ---- | ----- |
| 1.  | Japonia          | 8     | 2      | 0    | 10    |
| 2.  | Chiny            | 4     | 5      | 3    | 12    |
| 3.  | Korea Południowa | 0     | 3      | 2    | 5     |
| 4.  | Tajlandia        | 0     | 1      | 4    | 5     |
| 5.  | Korea Północna   | 0     | 1      | 0    | 1     |
| 6.  | Chińskie Tajpej  | 0     | 0      | 3    | 3     |